# Buenos Aires (ort i Colombia, Cauca, Buenos Aires)
Buenos Aires är en ort i Colombia.   Den ligger i departementet Cauca, i den västra delen av landet, 300 km sydväst om huvudstaden Bogotá. Buenos Aires ligger 1 210 meter över havet och antalet invånare är 2 144.
Terrängen runt Buenos Aires är kuperad åt sydväst, men åt nordost är den platt. Runt Buenos Aires är det ganska tätbefolkat, med 192 invånare per kvadratkilometer. Närmaste större samhälle är Santander de Quilichao, 17,5 km öster om Buenos Aires. Omgivningarna runt Buenos Aires är en mosaik av jordbruksmark och naturlig växtlighet.